# Collegio elettorale di Milano II (Regno d'Italia)
Il collegio elettorale di Milano II è stato un collegio elettorale uninominale del Regno d'Italia per l'elezione della Camera dei deputati.

## Storia
Il collegio uninominale venne istituito, insieme ad altri 442, tramite regio decreto 17 dicembre 1860, n. 4513.
Fu soppresso nel 1882 in seguito alla riforma che stabilì complessivamente 135 collegi elettorali.
Venne poi ricostituito come collegio uninominale tramite regio decreto 14 giugno 1891, n. 280, in seguito alla riforma che stabilì complessivamente 508 collegi elettorali.
Fu soppresso nel 1919 in seguito alla riforma che definì 54 collegi elettorali.
| Legislature           | VIII | IX   | X    | XI   | XII  | XIII | XIV  | XV   | XVI  | XVII | XVIII | XIX  | XX   | XXI  | XXII | XXIII | XXIV | XXV  | XXVI | XXVII | XXVIII | XXIX | XXX  |
| --------------------- | ---- | ---- | ---- | ---- | ---- | ---- | ---- | ---- | ---- | ---- | ----- | ---- | ---- | ---- | ---- | ----- | ---- | ---- | ---- | ----- | ------ | ---- | ---- |
| Elezioni              | 1861 | 1865 | 1867 | 1870 | 1874 | 1876 | 1880 | 1882 | 1886 | 1890 | 1892  | 1895 | 1897 | 1900 | 1904 | 1909  | 1913 | 1919 | 1921 | 1924  | 1929   | 1934 | 1939 |
| Deputati nel collegio | 1    | 1    | 1    | 1    | 1    | 1    | 1    |      |      |      | 1     | 1    | 1    | 1    | 1    | 1     | 1    |      |      |       |        |      |      |
|                       |      |      |      |      |      |      |      |      |      |      |       |      |      |      |      |       |      |      |      |       |        |      |      |
| Totale eletti         | 443  | 493  | 493  | 508  | 508  | 508  | 508  | 508  | 508  | 508  | 508   | 508  | 508  | 508  | 508  | 508   | 508  | 508  | 535  | 535   | 400    | 400  |      |
| Numero collegi        | 443  | 493  | 493  | 508  | 508  | 508  | 508  | 135  | 135  | 135  | 508   | 508  | 508  | 508  | 508  | 508   | 508  | 54   | 40   | 15    | 1      | 1    |      |

## Dati elettorali
Nel collegio si svolsero elezioni per quattordici legislature.

### VIII legislatura
Le votazioni si svolsero in 443 collegi uninominali a doppio turno. Come previsto dalla legge elettorale del 17 dicembre 1860, era eletto al primo turno il candidato che «riunisce in suo favore più del terzo dei voti del total numero dei membri componenti il collegio e più della metà dei suffragi dati dai votanti presenti all'adunanza» (art. 91). Se nessun candidato era eletto, al ballottaggio tra i due candidati con più voti era eletto chi otteneva il maggior numero di voti (art. 92) o, in caso di ugual numero di voti, il maggiore d'età (art. 93).
| Partito                            | Partito                            | Candidato                          | Primo turno 27 gennaio 1861 | Primo turno 27 gennaio 1861 | Ballottaggio 3 febbraio 1861 | Ballottaggio 3 febbraio 1861 |
| Partito                            | Partito                            | Candidato                          | Voti                        | %                           | Voti                         | %                            |
| ---------------------------------- | ---------------------------------- | ---------------------------------- | --------------------------- | --------------------------- | ---------------------------- | ---------------------------- |
|                                    | —                                  | Carlo Tenca                        | 439                         | 46,85                       | 502                          | 68,67                        |
|                                    | —                                  | Antonio Mosca                      | 498                         | 53,15                       | 229                          | 31,33                        |
|                                    |                                    |                                    |                             |                             |                              |                              |
| Iscritti                           | Iscritti                           | Iscritti                           | 1 864                       | 100,00                      | 1 864                        | 100,00                       |
| ↳ Votanti (% su iscritti)          | ↳ Votanti (% su iscritti)          | ↳ Votanti (% su iscritti)          | 1 056                       | 56,65                       | 757                          | 40,61                        |
| ↳ Voti validi (% su votanti)       | ↳ Voti validi (% su votanti)       | ↳ Voti validi (% su votanti)       | 937                         | 88,73                       | 731                          | 96,57                        |
| ↳ Schede non valide (% su votanti) | ↳ Schede non valide (% su votanti) | ↳ Schede non valide (% su votanti) | 119                         | 11,27                       | 26                           | 3,43                         |
| ↳ Astenuti (% su iscritti)         | ↳ Astenuti (% su iscritti)         | ↳ Astenuti (% su iscritti)         | 808                         | 43,35                       | 1 107                        | 59,39                        |

### IX legislatura
Le votazioni si svolsero in 493 collegi uninominali a doppio turno con la stessa normativa precedente (al primo turno un numero di voti maggiore di un terzo degli iscritti al voto).
| Partito                            | Partito                            | Candidato                          | Primo turno 22 ottobre 1865 | Primo turno 22 ottobre 1865 | Ballottaggio 29 ottobre 1865 | Ballottaggio 29 ottobre 1865 |
| Partito                            | Partito                            | Candidato                          | Voti                        | %                           | Voti                         | %                            |
| ---------------------------------- | ---------------------------------- | ---------------------------------- | --------------------------- | --------------------------- | ---------------------------- | ---------------------------- |
|                                    | —                                  | Carlo Tenca                        | 569                         | 63,43                       | 606                          | 58,38                        |
|                                    | —                                  | Giovanni Battista Varè             | 193                         | 21,52                       | 432                          | 41,62                        |
|                                    | —                                  | Luigi Tatti                        | 135                         | 15,05                       |                              |                              |
|                                    |                                    |                                    |                             |                             |                              |                              |
| Iscritti                           | Iscritti                           | Iscritti                           | 2 028                       | 100,00                      | 2 028                        | 100,00                       |
| ↳ Votanti (% su iscritti)          | ↳ Votanti (% su iscritti)          | ↳ Votanti (% su iscritti)          | 986                         | 48,62                       | 1 067                        | 52,61                        |
| ↳ Voti validi (% su votanti)       | ↳ Voti validi (% su votanti)       | ↳ Voti validi (% su votanti)       | 897                         | 90,97                       | 1 038                        | 97,28                        |
| ↳ Schede non valide (% su votanti) | ↳ Schede non valide (% su votanti) | ↳ Schede non valide (% su votanti) | 89                          | 9,03                        | 29                           | 2,72                         |
| ↳ Astenuti (% su iscritti)         | ↳ Astenuti (% su iscritti)         | ↳ Astenuti (% su iscritti)         | 1 042                       | 51,38                       | 961                          | 47,39                        |

### X legislatura
Le votazioni si svolsero in 493 collegi uninominali a doppio turno con la stessa normativa precedente (al primo turno un numero di voti maggiore di un terzo degli iscritti al voto).
| Partito                            | Partito                            | Candidato                          | Primo turno 10 marzo 1867 | Primo turno 10 marzo 1867 | Ballottaggio 17 marzo 1867 | Ballottaggio 17 marzo 1867 |
| Partito                            | Partito                            | Candidato                          | Voti                      | %                         | Voti                       | %                          |
| ---------------------------------- | ---------------------------------- | ---------------------------------- | ------------------------- | ------------------------- | -------------------------- | -------------------------- |
|                                    | —                                  | Carlo Tenca                        | 786                       | 84,52                     | 884                        | 83,00                      |
|                                    | —                                  | Giuseppe Garibaldi                 | 144                       | 15,48                     | 181                        | 17,00                      |
|                                    |                                    |                                    |                           |                           |                            |                            |
| Iscritti                           | Iscritti                           | Iscritti                           | 2 578                     | 100,00                    | 2 578                      | 100,00                     |
| ↳ Votanti (% su iscritti)          | ↳ Votanti (% su iscritti)          | ↳ Votanti (% su iscritti)          | 1 046                     | 40,57                     | 1 097                      | 42,55                      |
| ↳ Voti validi (% su votanti)       | ↳ Voti validi (% su votanti)       | ↳ Voti validi (% su votanti)       | 930                       | 88,91                     | 1 065                      | 97,08                      |
| ↳ Schede non valide (% su votanti) | ↳ Schede non valide (% su votanti) | ↳ Schede non valide (% su votanti) | 116                       | 11,09                     | 32                         | 2,92                       |
| ↳ Astenuti (% su iscritti)         | ↳ Astenuti (% su iscritti)         | ↳ Astenuti (% su iscritti)         | 1 532                     | 59,43                     | 1 481                      | 57,45                      |

### XI legislatura
Le votazioni si svolsero in 508 collegi uninominali a doppio turno con la normativa del 1860 (al primo turno un numero di voti maggiore di un terzo degli iscritti al voto).
| Partito                            | Partito                            | Candidato                          | Primo turno 20 novembre 1870 | Primo turno 20 novembre 1870 | Ballottaggio 27 novembre 1870 | Ballottaggio 27 novembre 1870 |
| Partito                            | Partito                            | Candidato                          | Voti                         | %                            | Voti                          | %                             |
| ---------------------------------- | ---------------------------------- | ---------------------------------- | ---------------------------- | ---------------------------- | ----------------------------- | ----------------------------- |
|                                    | —                                  | Carlo Tenca                        | 552                          | 70,23                        | 542                           | 69,76                         |
|                                    | —                                  | Giuseppe Ferrari                   | 234                          | 29,77                        | 235                           | 30,24                         |
|                                    |                                    |                                    |                              |                              |                               |                               |
| Iscritti                           | Iscritti                           | Iscritti                           | 2 455                        | 100,00                       | 2 455                         | 100,00                        |
| ↳ Votanti (% su iscritti)          | ↳ Votanti (% su iscritti)          | ↳ Votanti (% su iscritti)          | 885                          | 36,05                        | 801                           | 32,63                         |
| ↳ Voti validi (% su votanti)       | ↳ Voti validi (% su votanti)       | ↳ Voti validi (% su votanti)       | 786                          | 88,81                        | 777                           | 97,00                         |
| ↳ Schede non valide (% su votanti) | ↳ Schede non valide (% su votanti) | ↳ Schede non valide (% su votanti) | 99                           | 11,19                        | 24                            | 3,00                          |
| ↳ Astenuti (% su iscritti)         | ↳ Astenuti (% su iscritti)         | ↳ Astenuti (% su iscritti)         | 1 570                        | 63,95                        | 1 654                         | 67,37                         |

### XII legislatura
Le votazioni si svolsero in 508 collegi uninominali a doppio turno con la normativa del 1860 (al primo turno un numero di voti maggiore di un terzo degli iscritti al voto).
| Partito                            | Partito                            | Candidato                          | Primo turno 8 novembre 1874 | Primo turno 8 novembre 1874 | Ballottaggio 15 novembre 1874 | Ballottaggio 15 novembre 1874 |
| Partito                            | Partito                            | Candidato                          | Voti                        | %                           | Voti                          | %                             |
| ---------------------------------- | ---------------------------------- | ---------------------------------- | --------------------------- | --------------------------- | ----------------------------- | ----------------------------- |
|                                    | —                                  | Carlo Tenca                        | 571                         | 67,81                       | 659                           | 67,94                         |
|                                    | —                                  | Giuseppe Ferrari                   | 271                         | 32,19                       | 311                           | 32,06                         |
|                                    |                                    |                                    |                             |                             |                               |                               |
| Iscritti                           | Iscritti                           | Iscritti                           | 2 330                       | 100,00                      | 2 330                         | 100,00                        |
| ↳ Votanti (% su iscritti)          | ↳ Votanti (% su iscritti)          | ↳ Votanti (% su iscritti)          | 901                         | 38,67                       | 984                           | 42,23                         |
| ↳ Voti validi (% su votanti)       | ↳ Voti validi (% su votanti)       | ↳ Voti validi (% su votanti)       | 842                         | 93,45                       | 970                           | 98,58                         |
| ↳ Schede non valide (% su votanti) | ↳ Schede non valide (% su votanti) | ↳ Schede non valide (% su votanti) | 59                          | 6,55                        | 14                            | 1,42                          |
| ↳ Astenuti (% su iscritti)         | ↳ Astenuti (% su iscritti)         | ↳ Astenuti (% su iscritti)         | 1 429                       | 61,33                       | 1 346                         | 57,77                         |

### XIII legislatura
Le votazioni si svolsero in 508 collegi uninominali a doppio turno con la normativa del 1860 (al primo turno un numero di voti maggiore di un terzo degli iscritti al voto).
| Partito                            | Partito                            | Candidato                          | Primo turno 5 novembre 1876 | Primo turno 5 novembre 1876 | Ballottaggio 12 novembre 1876 | Ballottaggio 12 novembre 1876 |
| Partito                            | Partito                            | Candidato                          | Voti                        | %                           | Voti                          | %                             |
| ---------------------------------- | ---------------------------------- | ---------------------------------- | --------------------------- | --------------------------- | ----------------------------- | ----------------------------- |
|                                    | —                                  | Carlo Tenca                        | 675                         | 57,99                       | 763                           | 53,32                         |
|                                    | —                                  | Angelo Mazzoleni                   | 489                         | 42,01                       | 668                           | 46,68                         |
|                                    |                                    |                                    |                             |                             |                               |                               |
| Iscritti                           | Iscritti                           | Iscritti                           | 2 503                       | 100,00                      | 2 503                         | 100,00                        |
| ↳ Votanti (% su iscritti)          | ↳ Votanti (% su iscritti)          | ↳ Votanti (% su iscritti)          | 1 237                       | 49,42                       | 1 453                         | 58,05                         |
| ↳ Voti validi (% su votanti)       | ↳ Voti validi (% su votanti)       | ↳ Voti validi (% su votanti)       | 1 164                       | 94,10                       | 1 431                         | 98,49                         |
| ↳ Schede non valide (% su votanti) | ↳ Schede non valide (% su votanti) | ↳ Schede non valide (% su votanti) | 73                          | 5,90                        | 22                            | 1,51                          |
| ↳ Astenuti (% su iscritti)         | ↳ Astenuti (% su iscritti)         | ↳ Astenuti (% su iscritti)         | 1 266                       | 50,58                       | 1 050                         | 41,95                         |

### XIV legislatura
Le votazioni si svolsero in 508 collegi uninominali a doppio turno con la normativa del 1860 (al primo turno un numero di voti maggiore di un terzo degli iscritti al voto).
| Partito                            | Partito                            | Candidato                          | Risultati 16 maggio 1880 | Risultati 16 maggio 1880 |
| Partito                            | Partito                            | Candidato                          | Voti                     | %                        |
| ---------------------------------- | ---------------------------------- | ---------------------------------- | ------------------------ | ------------------------ |
|                                    | —                                  | Quintino Sella                     | 957                      | 63,59                    |
|                                    | —                                  | Agostino Bertani                   | 548                      | 36,41                    |
|                                    |                                    |                                    |                          |                          |
| Iscritti                           | Iscritti                           | Iscritti                           | 2 919                    | 100,00                   |
| ↳ Votanti (% su iscritti)          | ↳ Votanti (% su iscritti)          | ↳ Votanti (% su iscritti)          | 1 573                    | 53,89                    |
| ↳ Voti validi (% su votanti)       | ↳ Voti validi (% su votanti)       | ↳ Voti validi (% su votanti)       | 1 505                    | 95,68                    |
| ↳ Schede non valide (% su votanti) | ↳ Schede non valide (% su votanti) | ↳ Schede non valide (% su votanti) | 68                       | 4,32                     |
| ↳ Astenuti (% su iscritti)         | ↳ Astenuti (% su iscritti)         | ↳ Astenuti (% su iscritti)         | 1 346                    | 46,11                    |

La Camera deliberò il 28 giugno 1880 che si doveva procedere al ballottaggio fra gli onorevoli Sella e Bertani, ritenendo che l'onorevole Sella  non aveva raggiunto il terzo degli iscritti che rettificò nella cifra di 2947 in luogo di 2919. Fu indetto un ballottaggio per il 25 luglio 1880
| Partito                            | Partito                            | Candidato                          | Risultati 25 luglio 1880 | Risultati 25 luglio 1880 |
| Partito                            | Partito                            | Candidato                          | Voti                     | %                        |
| ---------------------------------- | ---------------------------------- | ---------------------------------- | ------------------------ | ------------------------ |
|                                    | —                                  | Quintino Sella                     | 875                      | 62,54                    |
|                                    | —                                  | Agostino Bertani                   | 524                      | 37,46                    |
|                                    |                                    |                                    |                          |                          |
| Iscritti                           | Iscritti                           | Iscritti                           | 2 919                    | 100,00                   |
| ↳ Votanti (% su iscritti)          | ↳ Votanti (% su iscritti)          | ↳ Votanti (% su iscritti)          | 1 413                    | 48,41                    |
| ↳ Voti validi (% su votanti)       | ↳ Voti validi (% su votanti)       | ↳ Voti validi (% su votanti)       | 1 399                    | 99,01                    |
| ↳ Schede non valide (% su votanti) | ↳ Schede non valide (% su votanti) | ↳ Schede non valide (% su votanti) | 14                       | 0,99                     |
| ↳ Astenuti (% su iscritti)         | ↳ Astenuti (% su iscritti)         | ↳ Astenuti (% su iscritti)         | 1 506                    | 51,59                    |

L'onorevole Sella optò per il collegio di Cossato il 24 novembre 1880. Fu indetta un'elezione suppletiva per il 19 dicembre 1880
| Partito                            | Partito                            | Candidato                          | Primo turno 19 dicembre 1880 | Primo turno 19 dicembre 1880 | Ballottaggio 26 dicembre 1880 | Ballottaggio 26 dicembre 1880 |
| Partito                            | Partito                            | Candidato                          | Voti                         | %                            | Voti                          | %                             |
| ---------------------------------- | ---------------------------------- | ---------------------------------- | ---------------------------- | ---------------------------- | ----------------------------- | ----------------------------- |
|                                    | —                                  | Gaetano Negri                      | 927                          | 75,67                        | 842                           | 77,53                         |
|                                    | —                                  | Onorato Barbetta                   | 298                          | 24,33                        | 244                           | 22,47                         |
|                                    |                                    |                                    |                              |                              |                               |                               |
| Iscritti                           | Iscritti                           | Iscritti                           | 3 008                        | 100,00                       | 3 008                         | 100,00                        |
| ↳ Votanti (% su iscritti)          | ↳ Votanti (% su iscritti)          | ↳ Votanti (% su iscritti)          | 1 278                        | 42,49                        | 1 092                         | 36,30                         |
| ↳ Voti validi (% su votanti)       | ↳ Voti validi (% su votanti)       | ↳ Voti validi (% su votanti)       | 1 225                        | 95,85                        | 1 086                         | 99,45                         |
| ↳ Schede non valide (% su votanti) | ↳ Schede non valide (% su votanti) | ↳ Schede non valide (% su votanti) | 53                           | 4,15                         | 6                             | 0,55                          |
| ↳ Astenuti (% su iscritti)         | ↳ Astenuti (% su iscritti)         | ↳ Astenuti (% su iscritti)         | 1 730                        | 57,51                        | 1 916                         | 63,70                         |

### XVIII legislatura
Le votazioni si svolsero in 508 collegi uninominali a doppio turno. Come previsto dalla legge elettorale politica del 28 giugno 1892, era eletto al primo turno il candidato che «ha ottenuto un numero di voti maggiore del sesto del numero totale degli elettori iscritti nella lista del collegio e più della metà dei suffragi dati dai votanti» escludendo le schede nulle (art. 74). Se nessun candidato era eletto, al ballottaggio tra i due candidati con più voti (art. 75) era eletto chi otteneva il maggior numero di voti oppure, in caso di ugual numero di voti, il maggiore d'età (art. 77).
| Partito                            | Partito                            | Candidato                          | Risultati 6 novembre 1892 | Risultati 6 novembre 1892 |
| Partito                            | Partito                            | Candidato                          | Voti                      | %                         |
| ---------------------------------- | ---------------------------------- | ---------------------------------- | ------------------------- | ------------------------- |
|                                    | —                                  | Giuseppe Colombo                   | 2 295                     | 77,14                     |
|                                    | —                                  | Osvaldo Gnocchi Viani              | 680                       | 22,86                     |
|                                    |                                    |                                    |                           |                           |
| Iscritti                           | Iscritti                           | Iscritti                           | 7 980                     | 100,00                    |
| ↳ Votanti (% su iscritti)          | ↳ Votanti (% su iscritti)          | ↳ Votanti (% su iscritti)          | 3 995                     | 50,06                     |
| ↳ Voti validi (% su votanti)       | ↳ Voti validi (% su votanti)       | ↳ Voti validi (% su votanti)       | 2 975                     | 74,47                     |
| ↳ Schede non valide (% su votanti) | ↳ Schede non valide (% su votanti) | ↳ Schede non valide (% su votanti) | 1 020                     | 25,53                     |
| ↳ Astenuti (% su iscritti)         | ↳ Astenuti (% su iscritti)         | ↳ Astenuti (% su iscritti)         | 3 985                     | 49,94                     |

L'onorevole Colombo fu sorteggiato per eccedenza nel numero dei deputati professori, il 6 marzo 1894. Fu indetta un'elezione suppletiva per il 1* aprile 1894.
| Partito                            | Partito                            | Candidato                          | Risultati 1* aprile 1894 | Risultati 1* aprile 1894 |
| Partito                            | Partito                            | Candidato                          | Voti                     | %                        |
| ---------------------------------- | ---------------------------------- | ---------------------------------- | ------------------------ | ------------------------ |
|                                    | —                                  | Giuseppe Colombo                   | 1 633                    | 90,37                    |
|                                    | —                                  | Osvaldo Gnocchi Viani              | 174                      | 9,63                     |
|                                    |                                    |                                    |                          |                          |
| Iscritti                           | Iscritti                           | Iscritti                           | 7 857                    | 100,00                   |
| ↳ Votanti (% su iscritti)          | ↳ Votanti (% su iscritti)          | ↳ Votanti (% su iscritti)          | 1 884                    | 23,98                    |
| ↳ Voti validi (% su votanti)       | ↳ Voti validi (% su votanti)       | ↳ Voti validi (% su votanti)       | 1 807                    | 95,91                    |
| ↳ Schede non valide (% su votanti) | ↳ Schede non valide (% su votanti) | ↳ Schede non valide (% su votanti) | 77                       | 4,09                     |
| ↳ Astenuti (% su iscritti)         | ↳ Astenuti (% su iscritti)         | ↳ Astenuti (% su iscritti)         | 5 973                    | 76,02                    |

### XIX legislatura
Le votazioni si svolsero in 508 collegi uninominali a doppio turno con la normativa del 1892 (al primo turno un numero di voti maggiore di un sesto degli iscritti al voto).
| Partito                            | Partito                            | Candidato                          | Risultati 26 maggio 1895 | Risultati 26 maggio 1895 |
| Partito                            | Partito                            | Candidato                          | Voti                     | %                        |
| ---------------------------------- | ---------------------------------- | ---------------------------------- | ------------------------ | ------------------------ |
|                                    | —                                  | Giuseppe Colombo                   | 2 538                    | 74,10                    |
|                                    | —                                  | Osvaldo Gnocchi Viani              | 887                      | 25,90                    |
|                                    |                                    |                                    |                          |                          |
| Iscritti                           | Iscritti                           | Iscritti                           | 7 824                    | 100,00                   |
| ↳ Votanti (% su iscritti)          | ↳ Votanti (% su iscritti)          | ↳ Votanti (% su iscritti)          | 3 584                    | 45,81                    |
| ↳ Voti validi (% su votanti)       | ↳ Voti validi (% su votanti)       | ↳ Voti validi (% su votanti)       | 3 425                    | 95,56                    |
| ↳ Schede non valide (% su votanti) | ↳ Schede non valide (% su votanti) | ↳ Schede non valide (% su votanti) | 159                      | 4,44                     |
| ↳ Astenuti (% su iscritti)         | ↳ Astenuti (% su iscritti)         | ↳ Astenuti (% su iscritti)         | 4 240                    | 54,19                    |

### XX legislatura
Le votazioni si svolsero in 508 collegi uninominali a doppio turno con la normativa del 1892 (al primo turno un numero di voti maggiore di un sesto degli iscritti al voto).
| Partito                            | Partito                            | Candidato                          | Risultati 21 marzo 1897 | Risultati 21 marzo 1897 |
| Partito                            | Partito                            | Candidato                          | Voti                    | %                       |
| ---------------------------------- | ---------------------------------- | ---------------------------------- | ----------------------- | ----------------------- |
|                                    | —                                  | Giuseppe Coilombo                  | 2 275                   | 66,87                   |
|                                    | —                                  | Osvaldo Gnocchi Viani              | 628                     | 18,46                   |
|                                    | —                                  | Eugenio Chiesa                     | 499                     | 14,67                   |
|                                    |                                    |                                    |                         |                         |
| Iscritti                           | Iscritti                           | Iscritti                           | 7 525                   | 100,00                  |
| ↳ Votanti (% su iscritti)          | ↳ Votanti (% su iscritti)          | ↳ Votanti (% su iscritti)          | 3 489                   | 46,37                   |
| ↳ Voti validi (% su votanti)       | ↳ Voti validi (% su votanti)       | ↳ Voti validi (% su votanti)       | 3 402                   | 97,51                   |
| ↳ Schede non valide (% su votanti) | ↳ Schede non valide (% su votanti) | ↳ Schede non valide (% su votanti) | 87                      | 2,49                    |
| ↳ Astenuti (% su iscritti)         | ↳ Astenuti (% su iscritti)         | ↳ Astenuti (% su iscritti)         | 4 036                   | 53,63                   |

### XXI legislatura
Le votazioni si svolsero in 508 collegi uninominali a doppio turno con la normativa del 1892 (al primo turno un numero di voti maggiore di un sesto degli iscritti al voto).

### XXII legislatura
Le votazioni si svolsero in 508 collegi uninominali a doppio turno con la normativa del 1892 (al primo turno un numero di voti maggiore di un sesto degli iscritti al voto).

### XXIII legislatura
Le votazioni si svolsero in 508 collegi uninominali a doppio turno con la normativa del 1892 (al primo turno un numero di voti maggiore di un sesto degli iscritti al voto).

### XXIV legislatura
Le votazioni si svolsero negli stessi 508 collegi uninominali già esistenti ma, come previsto dal regio decreto del 26 giugno 1913, era eletto al primo turno il candidato che «ha ottenuto un numero di voti maggiore del decimo del numero totale degli elettori del collegio e più della metà dei suffragi dati dai votanti» escludendo le schede nulle (art. 91). Se nessun candidato era eletto, al ballottaggio tra i due candidati con più voti (art. 92) era eletto chi otteneva il maggior numero di voti oppure, in caso di ugual numero di voti, il maggiore d'età (art. 93).